# رهام داتک
رهام داتک (که با گروه شرکت‌های داتک نیر شناخته می‌شود) در سال ۱۳۷۱ تحت عنوان یک شرکت کامپیوتری به ثبت رسید و فعالیت خود را در زمینه نرم‌افزار و شبکه‌های ارتباطی آغاز نمود. فعالیت داتک تلکام به‌تدریج در زمینه شبکه و ارتباطات بی‌سیم گسترش یافت به‌گونه‌ای که در سال ۱۳۷۴ اقدام به راه‌اندازی اولین لینک‌های ماهواره‌ای و دسترسی به اینترنت از طرف بخش خصوصی نمود. داتک تلکام در سال ۱۳۸۰ با مشارکت شرکت سرمایه‌گذاری پتروشیمی مجموعه شرکت‌هایی را تأسیس نمود که هم اکنون تحت عنوان گروه شرکت‌های داتک اقدام به ارائه انواع خدمات اینترنتی از جمله ADSL در سطح کشور و وایمکس در شهر تهران، می‌نمایند.
گروه شرکت‌های داتک مشتمل بر چهار شرکت دارای مجوز رسمی برای ارائه خدمات ارتباطی رساننده خدمات اینترنتی، ISDP، صدا روی پروتکل اینترنت وPAP بوده وهم اکنون در صنعت ارتباطات اینترنتی در کشور فعالیت می‌کند و خدمات آن در بیش از ۱۹ استان و ۱۰۵ شهر ارائه می‌گردد.

## سرویس‌ها
برخی از سرویس‌هایی که گروه شرکت‌های داتک در اختیار مشترکین قرار می‌دهد عبارتست از:
- ارایهٔ خدمات اینترنت پرسرعت +ADSL2.
- ارایهٔ راه کارهای باند پهن ارتباطات نقطه به نقطه به سازمان‌ها.
- ارایهٔ سرویس SkyFiber به سازمان‌ها.[۳]
- ارایهٔ سرویس وایمکس در سطح تهران.[۴][۵]

## تحریم
وزارت خزانه داری آمریکا در آوریل ۲۰۱۲ اقدام به تحریم شرکت داتک تلکام نمود. در گزارش این وزارتخانه به نقش شرکت داتک تلکام در سرکوب مخالفان در ایران و همکاری مکرر در آزمایش تجهیزات نظارتی و کنترلی با حکومت ایران اشاره شده‌است. وزارت خزانه داری آمریکا همچنین اعلام کرد شرکت داتک تلکام درصدد خریداری تجهیزات لازم را برای رهگیری مکالمات تلفنی و فعالیت‌های اینترنتی بوده است..

## فعالیت شرکت انتقال داده‌های رهام داتک در شهرستان‌ها
شرکت انتقال داده‌های رهام داتک از اولین شرکت‌های ایجاد کننده شبکه ADSL در کشور می‌باشد و فعالیت خود را همزمان در استان‌های مازندران، کرمانشاه، کرمان، خوزستان، آذربایجان غربی، آذربایجان شرقی و فارس و بسیاری از مناطق محروم کشور آغاز نمود و به عنوان اولین شرکت مجری طرح مدارس الکترونیک در استان کرمانشاه، ارتباط کلیه مدارس این استان را برقرار کرد که زمینه ساز طرح ملی مدارس هوشمند فعلی در کشور است.